# Rafael Sánchez García
Rafael Sánchez García (14 juin 1911 - 8 août 1973), était un prêtre catholique espagnol, connu pour avoir été l'aumônier de l'Hôpital provincial de Badajoz. Il est reconnu vénérable par l'Église catholique.

## Biographie
Ordonné prêtre le 29 juin 1936, au début de la guerre d'Espagne, il est contraint de mener son ministère dans la clandestinité, au péril de sa vie. Il aura la particularité d'avoir eu comme amis deux autres figures de l'Église espagnole, le P. Leocadio Galán, fondateur de l'Institut des Esclaves de Marie, et Luis Zambrano Blanco, fondateur du Foyer de Nazareth. 
Rafael Sánchez García sera l'aumônier de l'Hôpital provincial de Badajoz pour une trentaine d'années. Il s'illustra par son dévouement, accordant notamment son attention pour les pauvres. Il priait pour tous ceux qui lui confiait leurs intentions de prière, et il était un directeur spirituel recherché pour ses conseils.

## Béatification
La cause pour sa béatification et canonisation est introduite en 1990 et prise en charge par le diocèse de Badajoz pour l'enquête diocésaine. La cause est transmise en 1992 à Rome, pour y être étudiée par la Congrégation pour les causes des saints.
Le 8 juillet 2016, le pape François reconnaît l'héroïcité de ses vertus et le déclare vénérable.